# 羅伊特縣
羅伊特縣（德語：Bezirk Reutte）是奧地利蒂罗尔州的一個縣，位於該州的西北部，北鄰德國巴伐利亞州。面積1,236.82平方公里。2001年人口31,584人。縣治羅伊特。
下分37個市镇，其中1个城市，1集镇，35个普通市镇。

## 飞地
- 永霍尔茨